# Leinburg (Kleingartach)
Die Leinburg, auch Leinburg, Lüneburg oder Luneburg genannt, ist eine abgegangene Höhenburg bei Kleingartach, einem Stadtteil von Eppingen im Landkreis Heilbronn im nördlichen Baden-Württemberg.

## Geographische Lage
Die Leinburg lag auf dem 307 Meter hohen Leinberg nordwestlich oberhalb von Kleingartach im nordöstlichen Naturpark Stromberg-Heuchelberg.

## Geschichte
Die Burg wurde von den gleichnamigen Ortadeligen Herren von Leinburg, die vermutlich im 16. Jahrhundert im Mannesstamm erloschen sind, um 1200 als Herrschaftssitz erbaut. Markgraf Friedrich II. von Baden verpfändete die Stadt Kleingartach mit der Luneburg und der Hälfte des Zugehörs 1332 an Albrecht Bruzze, der seine Rechte an dem Pfand 1335 an Ulrich III. von Württemberg verkaufte. Der badische Markgraf löste das Pfand danach rasch aus, verpfändete die Burg jedoch schon 1337 erneut an Konrad von Enzberg genannt von Heinriet. Von der Familie von Enzberg kam das Pfand um 1360 wieder an Württemberg. Seit 1442 galt die Burg als verfallen.